# Домбаровський район
Домба́ровський район (рос. Домбаровский район) — муніципальний район у складі Оренбурзької області Російської Федерації.
Адміністративний центр — селище Домбаровський.

## Географія
Район розташований на Урало-Тобольському плато в південно-східній частині Оренбурзької області, в Ор-Кумацькому межиріччі.
На північному заході Домбаровський район межує з Новоорським районом, на сході — з Ясненським міським округом області, на півдні — з Актюбінською областю Казахстану.

## Історія
Район утворений 30 травня 1927 року з центром у селі Домбаровка. 17 січня 1941 року центр перенесено до селища Домбаровський.

## Населення
Населення — 14300 осіб (2019; 15994 в 2010, 19188 у 2002).

## Адміністративний поділ
Район адміністративно поділяється на 6 сільських поселень:
| Поселення                     | Площа, км² | Населення, осіб (2002) | Населення, осіб (2010) | Населення, осіб (2019) | Центр            | Населені пункти |
| ----------------------------- | ---------- | ---------------------- | ---------------------- | ---------------------- | ---------------- | --------------- |
| Ащебутацька сільська рада     | 389,99     | 2005                   | 1685                   | 1493                   | Ащебутак         | 3               |
| Домбаровська селищна рада     | 1165,16    | 11124                  | 9487                   | 8971                   | Домбаровський    | 5               |
| Домбаровська сільська рада    | 671,28     | 2485                   | 2438                   | 1981                   | Домбаровка       | 6               |
| Зоринська сільська рада       | 407,39     | 781                    | 450                    | 343                    | Богоявленка      | 3               |
| Красночабанська сільська рада | 455,78     | 1384                   | 915                    | 722                    | Красночабанський | 4               |
| Польова сільська рада         | 477,80     | 1409                   | 1016                   | 790                    | Польовий         | 3               |

- 2013 року ліквідована Зарічна сільська рада, територія увійшла до Домбаровської селищної ради[5].

## Найбільші населені пункти
Нижче подано перелік населених пунктів з чисельність населення понад 1000 осіб:
| № | Населений пункт | Населення, осіб (2002) | Населення, осіб (2010) |
| - | --------------- | ---------------------- | ---------------------- |
| 1 | Домбаровський   | 9609                   | 8614                   |
| 2 | Ащебутак        | 1499                   | 1302                   |

## Господарство
В сільському господарстві 5 сільгосппідприємств, 10 малих підприємств та 287 СФГ виробляють: зерно, молоко, м'ясо, шерсть, пух.
Промисловість району займається: транспортуванням газу, розробляє і видобуває мідно-колчеданові руди, спеціалізується з виробництва, переробки та зберігання зерна, займається переробкою молока, виробництвом кисломолочної продукції та масла.
На території району є занедбані військові аеродроми Ащебутак і Домбаровський.

## Постаті
- Бухал Володимир Дмитрович (1907 — після 1968) — колгоспник, Герой Соціалістичної Праці.